# Potamogeton trichoides
Potamogeton trichoides es una planta herbácea acuática de hasta 1 m de longitud de la familia de las potamogetonaceae

## Descripción
Planta herbácea acuática, normalmente perenne de entre 30 a 50 cm. Tallos circulares de 1 o 2 mm de grosor, erectos, muy ramificados, con entrenudos de un verde obscuro. Hojas con un solo nervio medio sobresaliendo a modo de costilla especialmente en la base y gradualmente atenuado; ápice foliar agudo; flores dispuestas en 1 o 2 verticilos, pedúnculo del mismo grosor que el tallo, amarillento. Gineceo con un solo carpelo desarrollado; fruto es una drupa.

## Hábitat
Cursos fluviales de aguas tranquilas y embalses; con pocas sales disueltas. Europa y Norte de África. Piso de 0-1000 m.

## Etimología
Trichoides: el nombre procede del griego ''tricho'' que significa ''cabello'' o ''pelo'' y ''oides'' que es ''relacionado con... semejante a...'' ..semejante a una cabellera.

## Sinonimia
- Potamogeton trichoides Cham. & Schltdl. in Linnaea 2: 175, tab. 4 fig. 6 (1827)[5]
- Potamogeton pusillus var. trichoides (Cham. & Schltdl.) Kunth
- Potamogeton condylocarpus  Tausch
- Potamogeton monogynus J. Gay ex Coss. & Germ.
- Potamogeton phialae Post
- Potamogeton trichoides var. tuberculosus Rchb.
- Potamogeton tuberculatus Ten. & Guss.

## Multimedia
- Wikimedia Commons alberga una categoría multimedia sobre Potamogeton trichoides.

- Datos: Q10546830
- Multimedia: Potamogeton trichoides / Q10546830
- Especies: Potamogeton trichoides